# Dalanzadgad

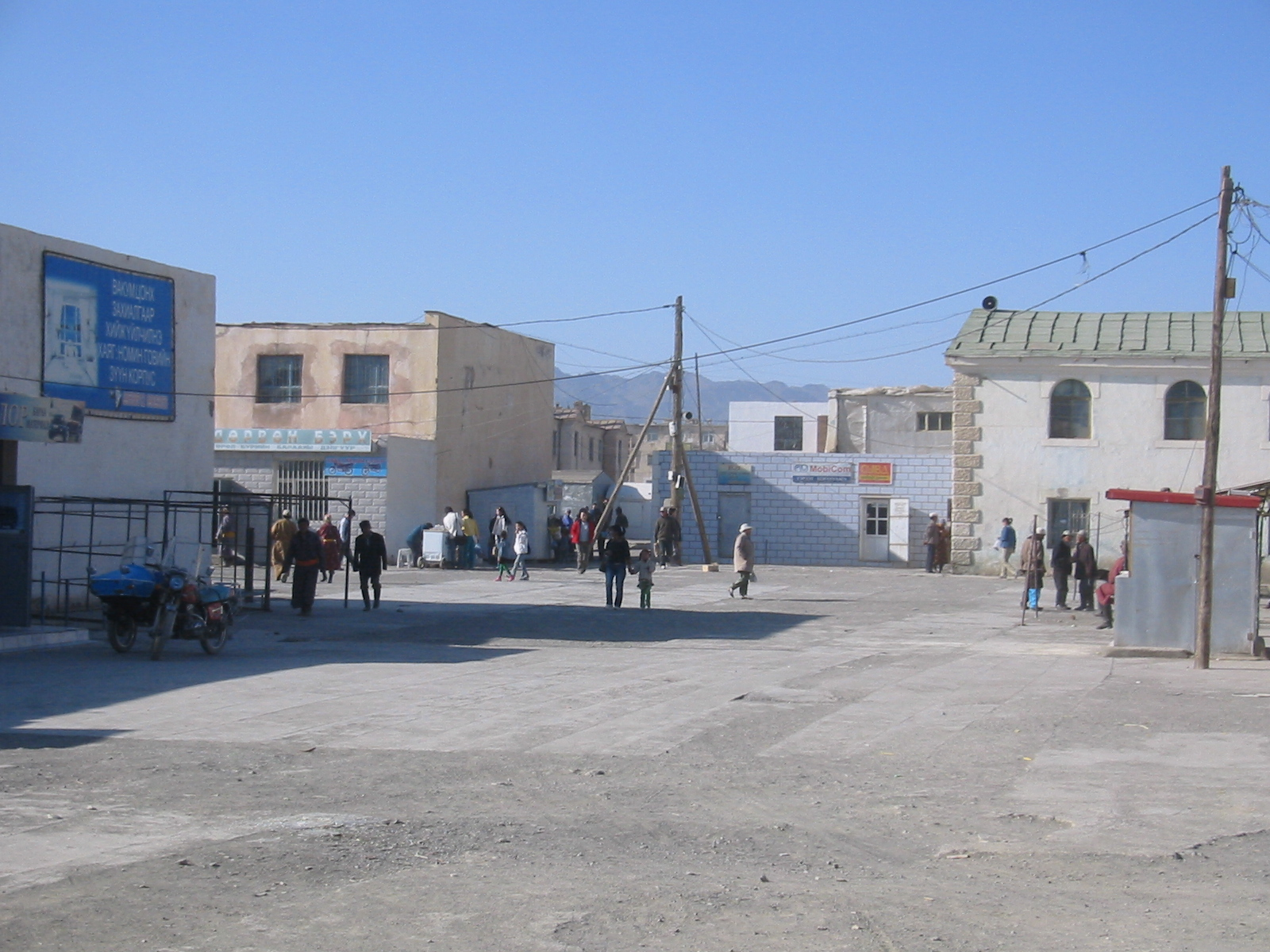
Las calles de Dalanzadgad.

Dalanzadgad (Tradicional mongol: ᠳᠠᠯᠠᠨᠵᠠᠳᠠᠭᠠᠳ, en mongol: Даланзадгад) es la capital de la provincia de Ömnögovi en Mongolia. Se encuentra a 540 kilómetros al sur de Ulan Bator. Su altitud es de 1470 m s. n. m.
Para 2011 tenía una población de unos 19.396 habitantes.

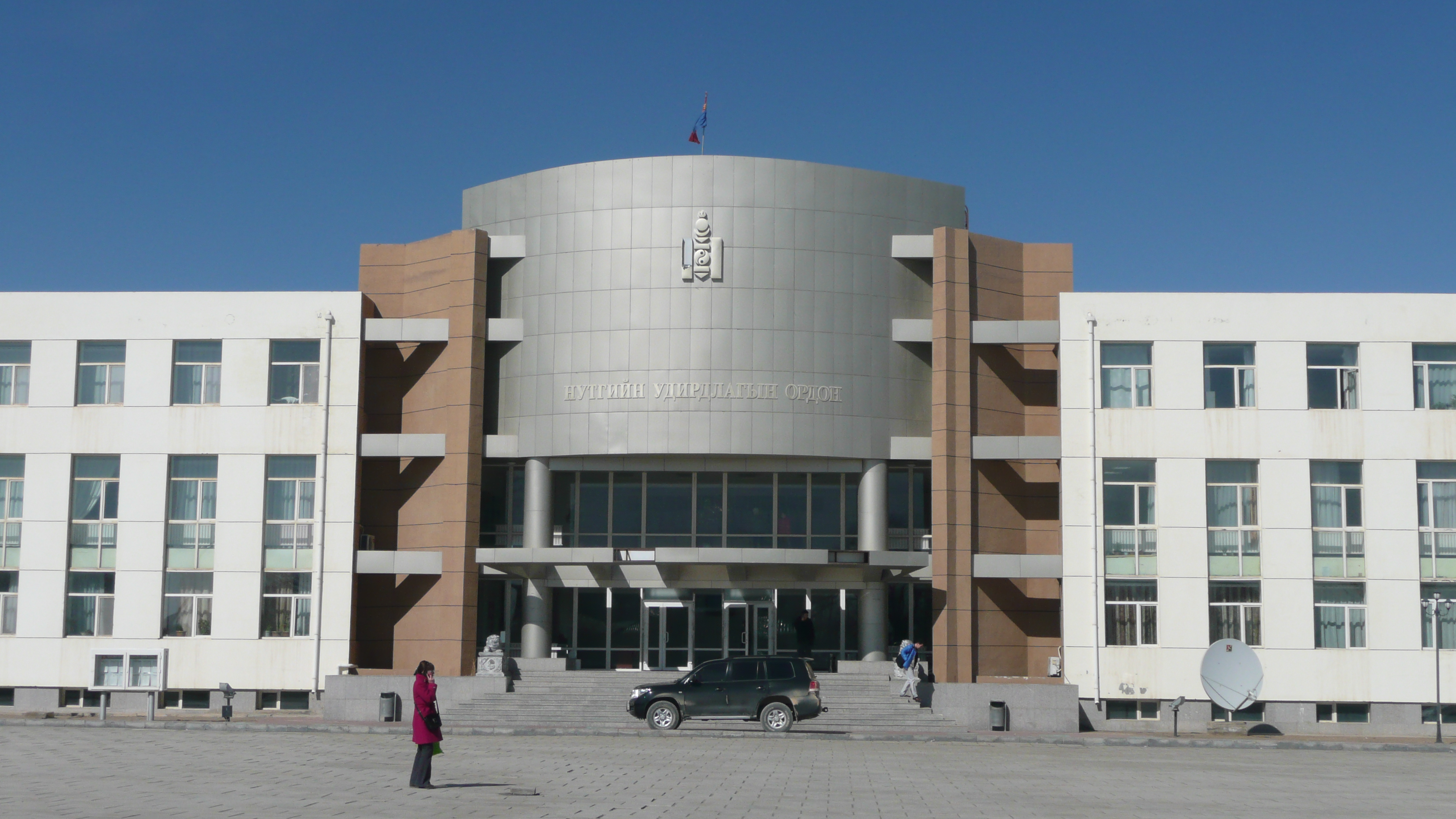
Centro administrativo de Dalanzadgad

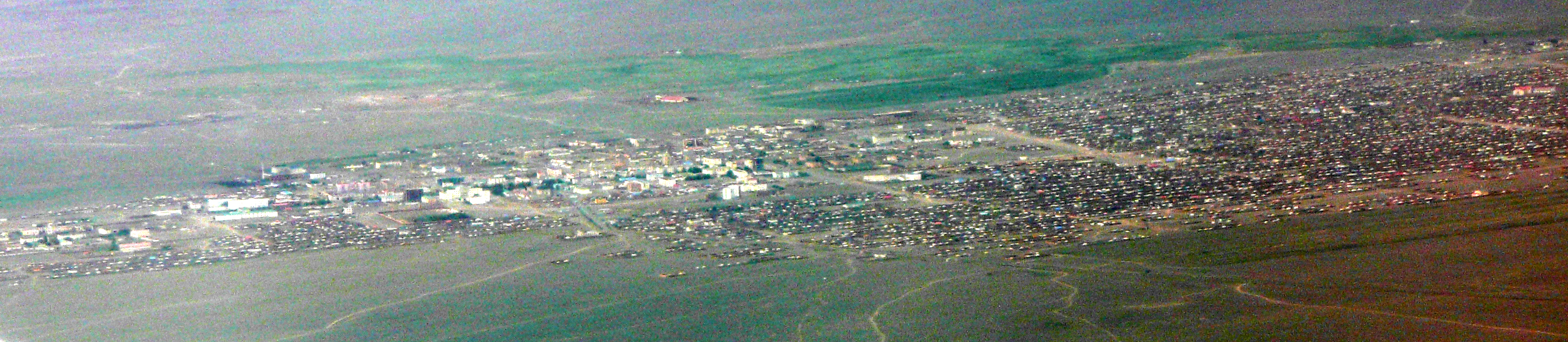
Dalanzadgad desde el aire

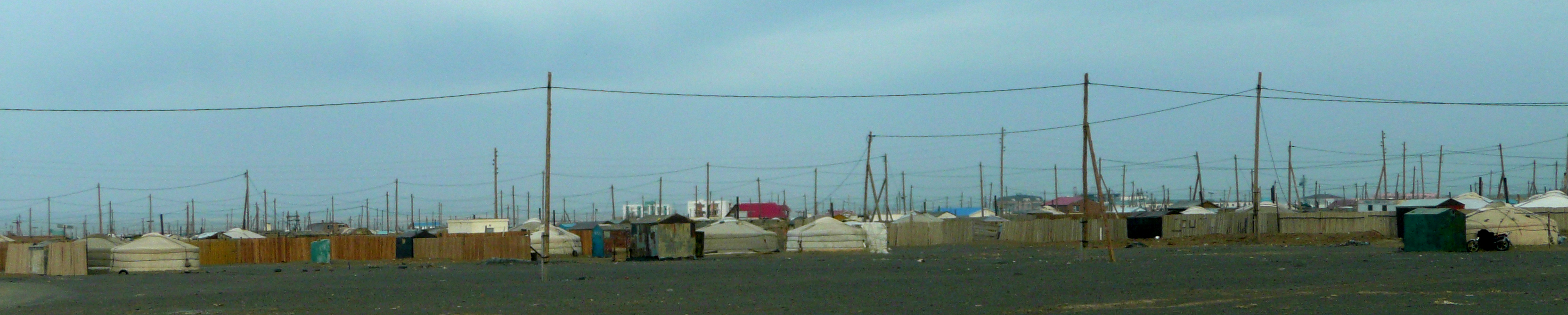
Yurtas de Dalanzadgad

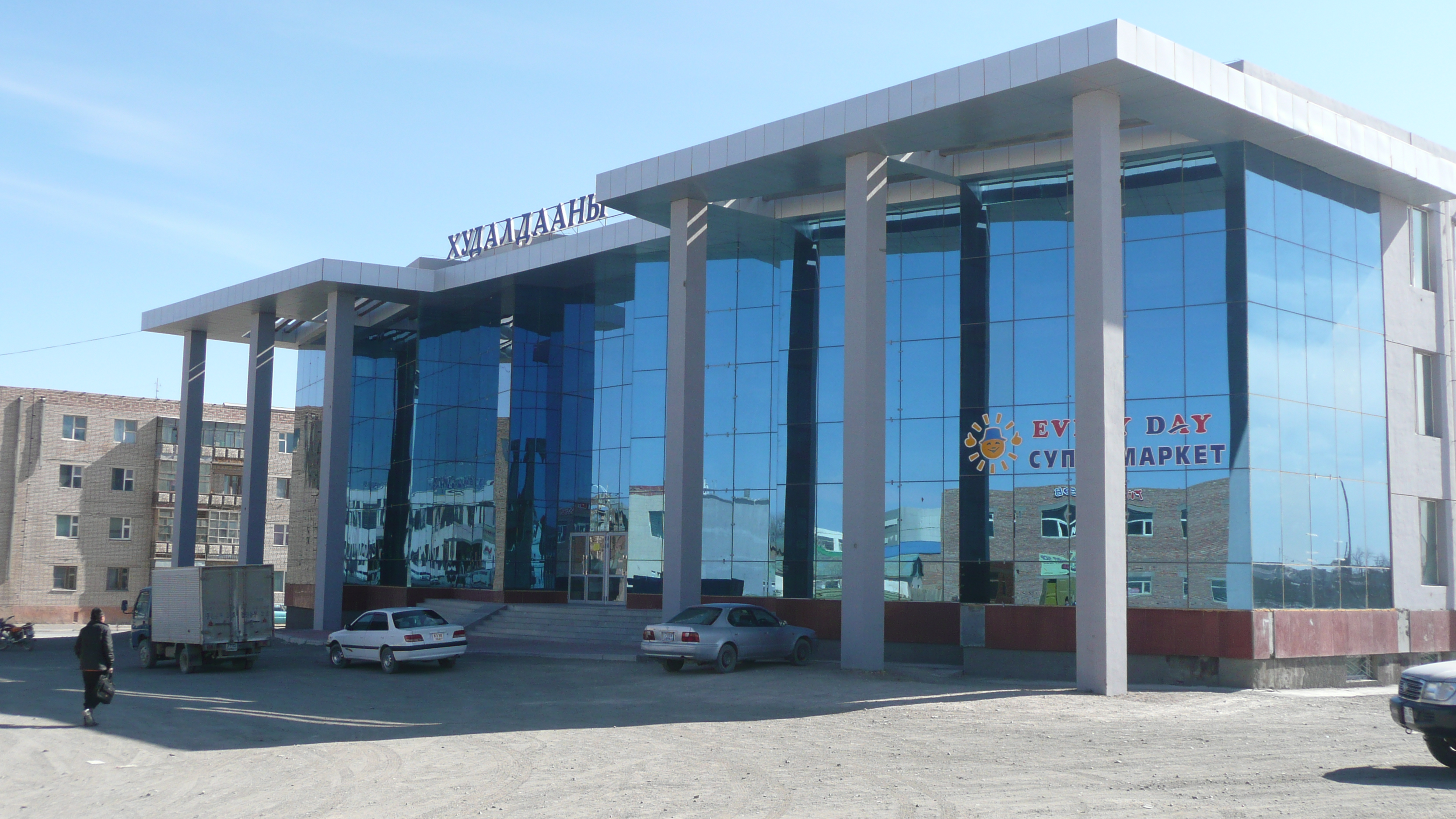
Nuevo centro comercial

## Clima
La ciudad tiene un clima árido para Mongolia, con una temperatura promedio de unos 4,6 °C. En verano se alcanzan hasta 39 °C mientras que en invierno la temperatura baja hasta -37 °C.
| Parámetros climáticos promedio de Dalanzadgad | Parámetros climáticos promedio de Dalanzadgad | Parámetros climáticos promedio de Dalanzadgad | Parámetros climáticos promedio de Dalanzadgad | Parámetros climáticos promedio de Dalanzadgad | Parámetros climáticos promedio de Dalanzadgad | Parámetros climáticos promedio de Dalanzadgad | Parámetros climáticos promedio de Dalanzadgad | Parámetros climáticos promedio de Dalanzadgad | Parámetros climáticos promedio de Dalanzadgad | Parámetros climáticos promedio de Dalanzadgad | Parámetros climáticos promedio de Dalanzadgad | Parámetros climáticos promedio de Dalanzadgad | Parámetros climáticos promedio de Dalanzadgad |
| Mes                                           | Ene.                                          | Feb.                                          | Mar.                                          | Abr.                                          | May.                                          | Jun.                                          | Jul.                                          | Ago.                                          | Sep.                                          | Oct.                                          | Nov.                                          | Dic.                                          | Anual                                         |
| --------------------------------------------- | --------------------------------------------- | --------------------------------------------- | --------------------------------------------- | --------------------------------------------- | --------------------------------------------- | --------------------------------------------- | --------------------------------------------- | --------------------------------------------- | --------------------------------------------- | --------------------------------------------- | --------------------------------------------- | --------------------------------------------- | --------------------------------------------- |
| Temp. máx. abs. (°C)                          | -6.9                                          | -2.6                                          | 4.4                                           | 13.3                                          | 21.2                                          | 26.2                                          | 27.9                                          | 26.0                                          | 20.3                                          | 12.1                                          | 2.4                                           | -4.5                                          | 27.9                                          |
| Temp. máx. media (°C)                         | -14                                           | -9                                            | -2                                            | 5                                             | 13                                            | 19                                            | 20                                            | 19                                            | 13                                            | 5                                             | -5                                            | -12                                           | 4.3                                           |
| Temp. media (°C)                              | -20.0                                         | −16.4                                         | −9.4                                          | -0.3                                          | 7.4                                           | 12.9                                          | 15.5                                          | 13.8                                          | 7.5                                           | -1.2                                          | −10.6                                         | −17.4                                         | -1.5                                          |
| Temp. mín. media (°C)                         | -26                                           | -20                                           | -17                                           | -12                                           | -3                                            | 7                                             | 11                                            | 8                                             | 3                                             | -6                                            | -15                                           | -22                                           | -7.7                                          |
| Temp. mín. abs. (°C)                          | −31                                           | −31                                           | −27                                           | −20                                           | −8                                            | −1                                            | 7                                             | 3                                             | −12                                           | −17                                           | −28                                           | −36                                           | −36                                           |
| Precipitación total (mm)                      | 1.5                                           | 1.5                                           | 3.1                                           | 4.0                                           | 10.0                                          | 20.6                                          | 34.6                                          | 34.7                                          | 11.2                                          | 4.8                                           | 2.5                                           | 1.1                                           | 129.6                                         |
| Días de lluvias (≥ )                          | 4                                             | 3                                             | 4                                             | 4                                             | 6                                             | 8                                             | 13                                            | 11                                            | 6                                             | 4                                             | 4                                             | 4                                             | 71                                            |
| Horas de sol                                  | 7                                             | 8                                             | 9                                             | 9                                             | 10                                            | 11                                            | 11                                            | 10                                            | 10                                            | 9                                             | 8                                             | 6                                             | 108                                           |
| Humedad relativa (%)                          | 61                                            | 54                                            | 40                                            | 28                                            | 28                                            | 35                                            | 42                                            | 44                                            | 38                                            | 37                                            | 48                                            | 60                                            | 42.9                                          |
| Fuente: Svali.ru                              |                                               |                                               |                                               |                                               |                                               |                                               |                                               |                                               |                                               |                                               |                                               |                                               |                                               |

## Cultura
Dalanzadgad posee un teatro y un museo sobre la región meridional del desierto de Gobi. En 2002 se construyó un monasterio budista. Desde 2009 también tiene un centro infantil.

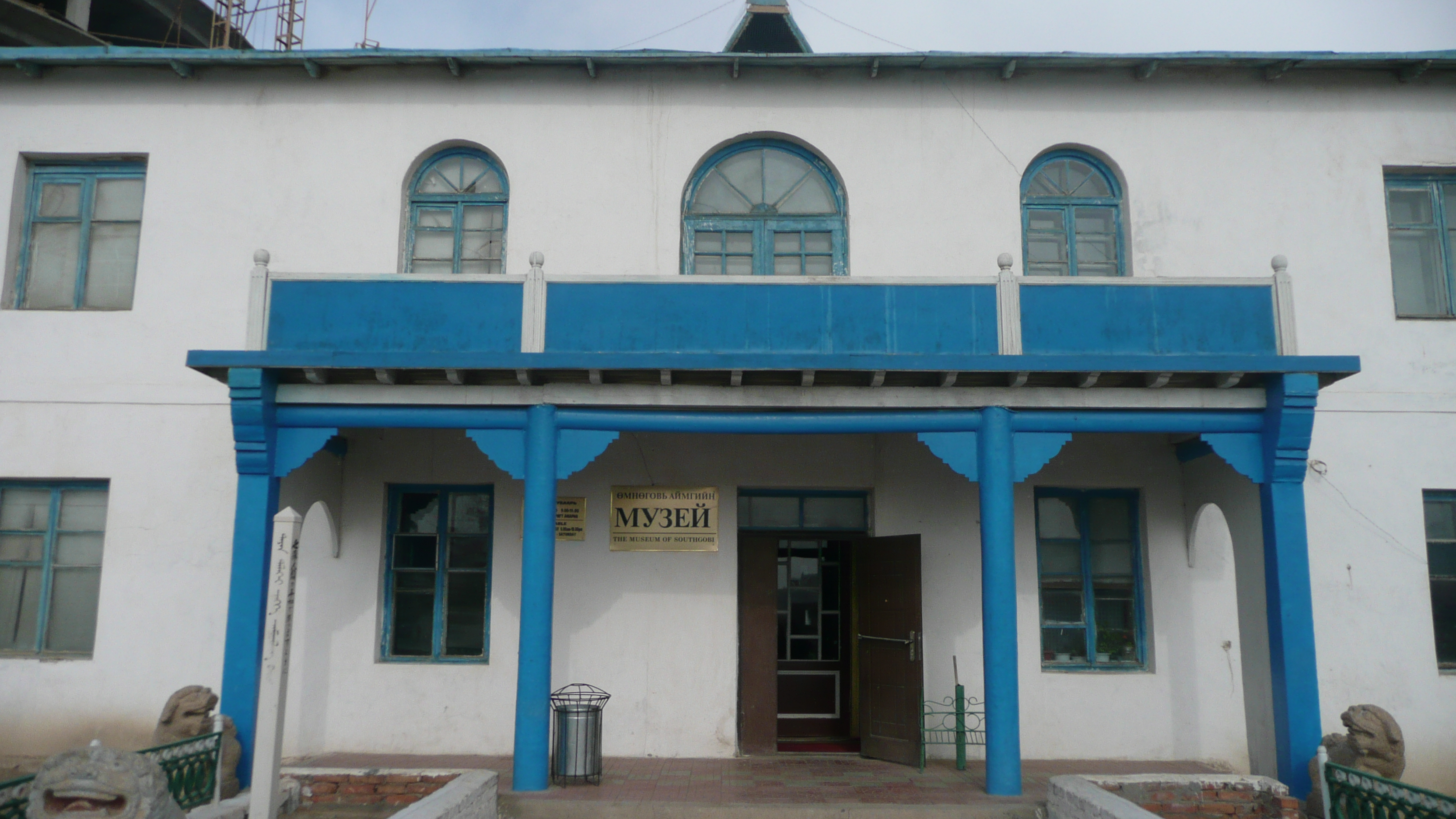
Museo de Gobi Meridional

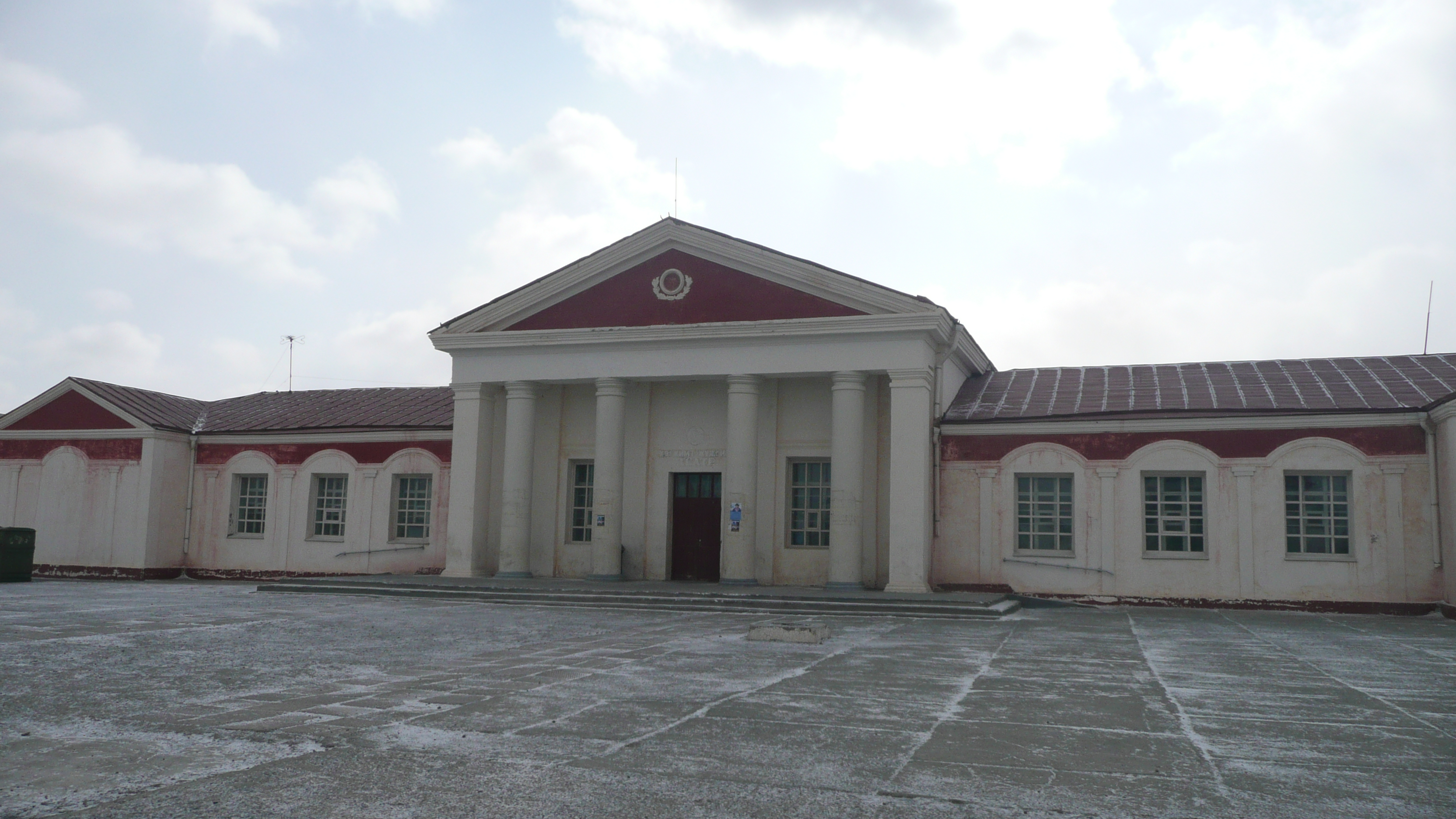
Teatro de Dalanzadgad

## Transporte

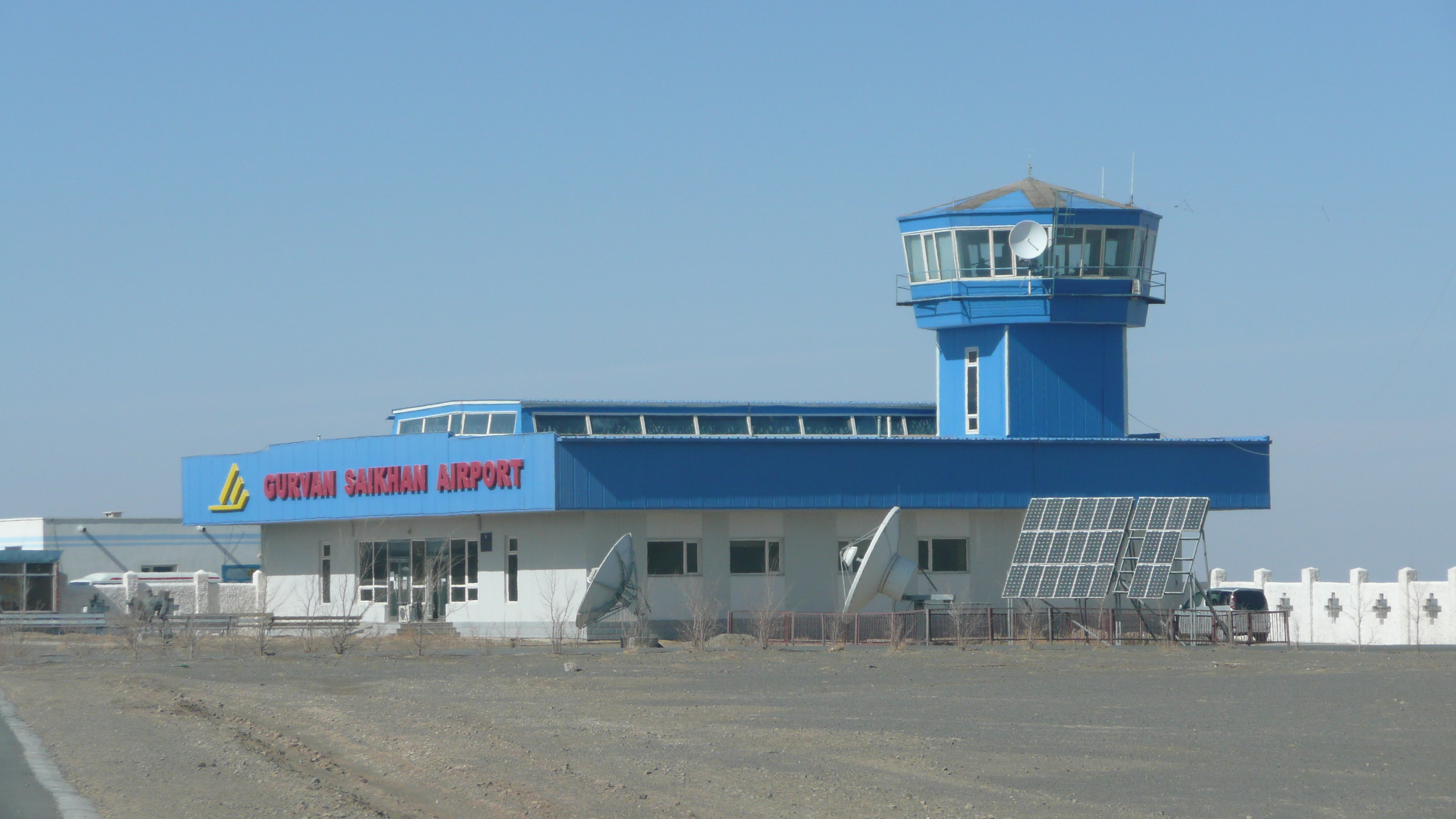
Aeropuerto de Dalanzadgad

El aeropuerto de Dalanzadgad (ZMDZ/DLZ) tiene vuelos regulares de y hacia Ulán Bator.  Hay horarios de invierno y verano. MIAT y otras empresas realizan dichos vuelos. Como Dalanzadgad forma parte de la ruta turística a Gobi, hay vuelos chárter desde Ulán Bator, pero no siempre de vuelta, ya que la gente suele continuar su viaje en vehículos rústicos.
En 2007 las Autoridades Civiles Mongolas construyeron un nuevo aeropuerto con una pista pavimentada. Esta pista es la segunda más larga en Mongolia después de la del Aeropuerto Internacional Chinggis Khaan. Antes de esa fecha la pista era solamente de tierra.

## Comunicaciones y energía

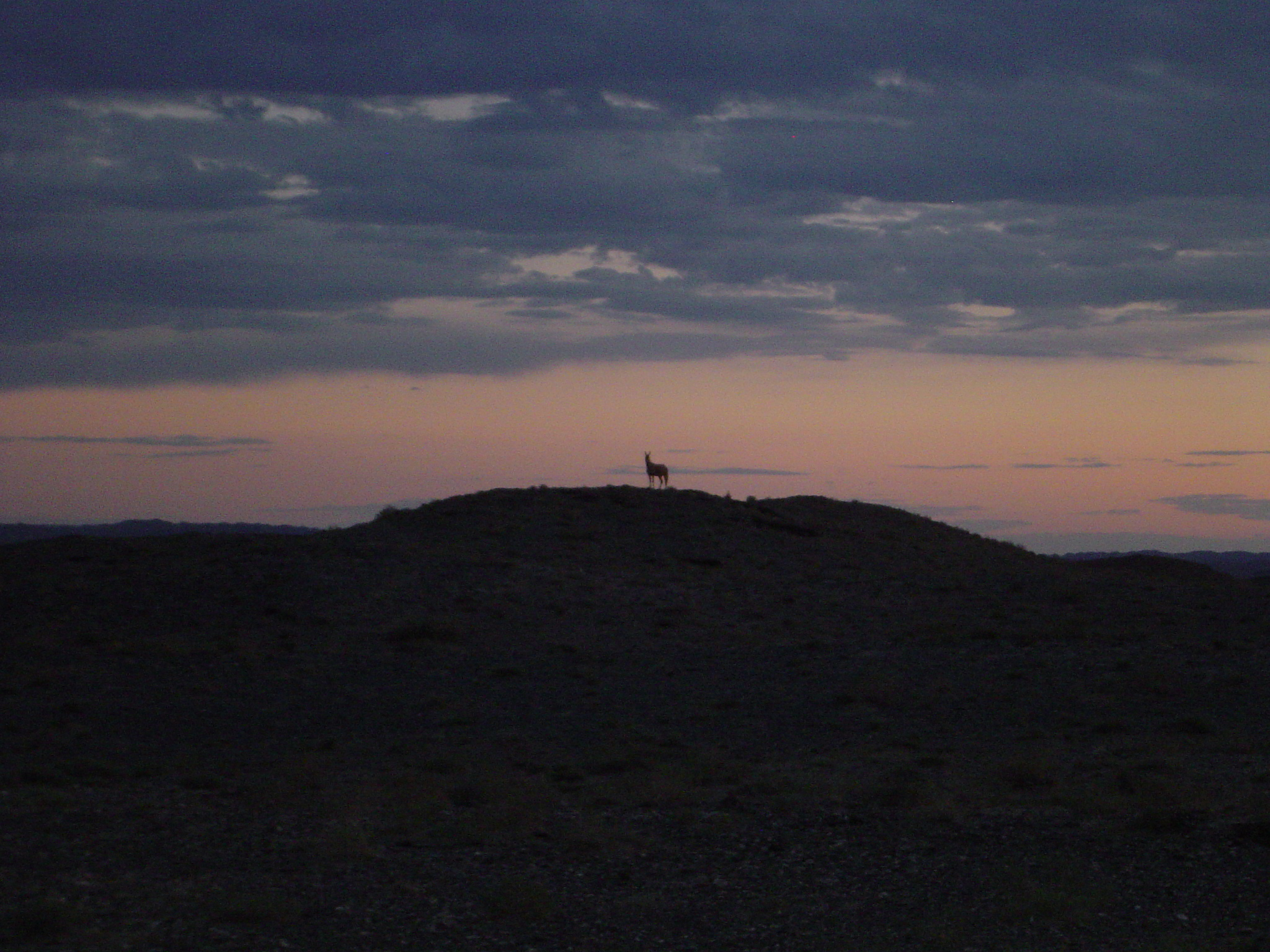
Un asno julán en una colina en Gobi, cerca de Dalanzadgad

Hay cobertura de GSM alrededor de la ciudad. La ciudad usualmente tiene energía eléctrica todo el día.
Cerca de Dalanzadgad, en 43°31′54.38″N 104°24′4.16″E, hay una estación de radio de onda larga que opera con 209 kHz y 75 kW de potencia.